# Bidari García
Bidari García de Cortázar Mejías, más conocido como Bidari García (Madrid, España; 27 de septiembre de 1989), es un futbolista español que se desempeña como defensa y actualmente milita en el Club Deportivo Vaca Díez en la Primera División de Bolivia.

## Carrera
García inició su carrera como futbolista en 2008, jugando para el FC Cartagena, equipo donde estuvo hasta 2010. En 2011 fichó por el Leganés, donde jugó un año y medio. Después pasó al San Sebastián de los Reyes, para luego tener su primera experiencia en el extranjero, jugando para el Ethnikos Achnas de Chipre. Luego de su paso por Chipre, García emigró a Bolivia, para fichar por el Nacional Potosí y después, pasó al Sheikh Russel KC de Bangladés. En el segundo semestre de 2018, el defensa fichó por el Lincoln Red Imps de Gibraltar, donde jugó por 6 meses. A inicios de 2019, García volvió a Sudamérica, pero esta vez a Uruguay, para fichar por el Plaza Colonia, donde jugó solo por ese año y en enero de 2020 emigró a Chile, para firmar por el Deportes Puerto Montt de la Primera B de ese país, para jugar la Liguilla de Ascenso.
El 8 de marzo de 2021, se compromete con el Club de Fútbol Montañesa de la Tercera División de España.
El 1 de julio de 2021, firma por el Real Estelí F.C. de la Primera División de Nicaragua.
El 19 de septiembre de 2021, firma por el FC Messina de la Serie D italiana. Un mes más tarde, firma por el US Massese 1919 italiano.
El 5 de febrero de 2022, firma por el Club Atlético Santo Domingo de la Serie B de Ecuador.
El 9 de enero de 2023, firma por el Club Deportivo Vaca Díez en la Primera División de Bolivia.

## Clubes
| Club                       | País      | Año       |
| -------------------------- | --------- | --------- |
| F. C. Cartagena            | España    | 2008-2010 |
| C. D. Leganés              | España    | 2011-2012 |
| San Sebastián de los Reyes | España    | 2012-2013 |
| Ethnikos Achnas F. C.      | Chipre    | 2013-2014 |
| C. A. Nacional Potosí      | Bolivia   | 2015-2016 |
| Real Avilés C. F.          | España    | 2017      |
| Sheikh Russel K. C.        | Bangladés | 2017-2018 |
| Lincoln Red Imps F. C.     | Gibraltar | 2018      |
| C. D. Plaza Colonia        | Uruguay   | 2019      |
| Deportes Puerto Montt      | Chile     | 2020      |
| Club de Fútbol Montañesa   | España    | 2021      |
| Real Estelí F.C.           | Nicaragua | 2021      |
| FC Messina                 | Italia    | 2021      |
| US Massese 1919            | Italia    | 2021-2022 |
| Atlético Santo Domingo     | Ecuador   | 2022      |
| Club Deportivo Vaca Díez   | Bolivia   | 2023-Act. |